# Tilleux
Tilleux – miejscowość i gmina we Francji, w regionie Grand Est, w departamencie Wogezy.
Według danych na rok 1990 gminę zamieszkiwały 72 osoby, a gęstość zaludnienia wynosiła 19 osób/km² (wśród 2335 gmin Lotaryngii Tilleux plasuje się na 973. miejscu pod względem liczby ludności, natomiast pod względem powierzchni na miejscu 1112.).